# Mario Bergara

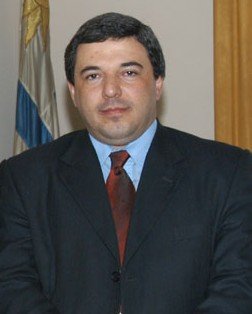
Mario Bergara, 2013

Mario Esteban Bergara Duque (* 4. Mai 1965 in Montevideo) ist ein uruguayischer Politiker und Wirtschaftswissenschaftler.
Bergara leitete seit Dezember 2013 als Nachfolger Fernando Lorenzos das uruguayische Ministerium für Wirtschaft und Finanzen, bis Februar 2015. Früher war er Vorsitzender der Uruguayischen Zentralbank.